# Alison McGovern
Pour les articles homonymes, voir McGovern.
Alison McGovern, née le 30 décembre 1980 à Clatterbridge, est une femme politique britannique, membre du Parti travailliste (Labour).
Elle est députée de Wirral South puis de Birkenhead depuis 2010.
Depuis le 8 juillet 2024, elle est ministre d'État à l'Emploi dans le gouvernement de Keir Starmer.

## Jeunesse
Petite-fille de l'auteur-compositeur et activiste Peter McGovern (en), elle est née à Clatterbridge, Merseyside, fille d'un père ingénieur en télécommunications des British Railways et d'une mère infirmière.
Elle fait ses études à Brookhurst Primary School, puis à Wirral Grammar School for Girls, où elle est préfète de 1998 à 1999. Elle étudie ensuite la philosophie à l'University College de Londres.
Après avoir obtenu son diplôme, elle travaille comme chercheuse à la Chambre des communes, avant de gérer les communications pour les projets de développement chez Network Rail puis de travailler pour le Fonds d'art et la créativité, la culture et l'éducation.

## Vie politique
Elle est élue pour la première fois en tant que conseillère pour Camberwell dans le quartier londonien de Southwark en 2006, devenant plus tard le chef adjoint du groupe de 29 membres travaillistes du conseil d'arrondissement.
Elle est sélectionnée comme candidate du Parti travailliste pour Wirral South en décembre 2009, à la suite de la décision de Ben Chapman de se retirer aux élections suivantes pour des raisons familiales, à la suite d'une publicité défavorable dans le Daily Telegraph sur le Scandale des dépenses du Parlement du Royaume-Uni. Elle remporte le siège au Élection générale de 2010, battant le candidat conservateur, Jeff Clarke, par 531 voix.
Elle prononce son premier discours à la Chambre des communes le 3 juin 2010 lors d'un débat sur les affaires européennes. Elle devient secrétaire privée parlementaire de l'ancien Premier ministre Gordon Brown en juillet 2010. Le 14 septembre 2010, elle gère son premier débat d'ajournement concernant les perspectives d'emploi des jeunes à Wirral. 
En décembre 2010, elle présente au Parlement un projet de loi d'initiative parlementaire qui modifierait la loi de 1964 sur les bibliothèques publiques et les musées afin d'élargir la portée du devoir général des autorités de bibliothèque afin d'inclure l'obligation de fournir des installations culturelles connexes aux côtés du service de bibliothèque. En mars 2011, elle se rend en Inde dans le cadre d'une délégation du Comité international de développement .
Lors du remaniement de 2013, elle est ajoutée à l'équipe de développement international du Shadow cabinet. En 2014, elle est transférée au portefeuille fantôme de l'Enfance et familles.
En mai 2015, elle est nommée ministre fantôme de la ville au sein de l'équipe du Trésor mais ne reste pas au premier plan après que Jeremy Corbyn ait été élu leader travailliste en septembre 2015. En octobre 2015, elle est nommée présidente de Progress, une organisation politique associée au développement du New Labour.
En janvier 2016, elle démissionne du groupe de travail sur la pauvreté des enfants et la lutte contre les inégalités, pour protester contre le fait que Progress ait décrit par le chancelier fantôme John McDonnell comme ayant "un programme de droite dure". Elle déclare qu'elle a été "acculée dans un corner". Un porte-parole du Parti travailliste déclare: "Elle démissionne de quelque chose qui n'existe pas", car l'initiative n'a pas encore été confirmée ou lancée.
Elle soutient Owen Smith dans la tentative ratée de remplacer Jeremy Corbyn aux élections à la direction du Parti travailliste (Royaume-Uni) en 2016.
En septembre 2016, elle est élue coprésidente du groupe parlementaire multipartite Friends of Syria.

## Vie privée
En 2008, elle épouse l'économiste Ashwin Kumar, ancien haut fonctionnaire du Département du travail et des pensions et directeur des passagers de Passenger Focus,. Le couple a une fille, née en 2011.